# Mariano García Remón
Pour les articles homonymes, voir García et Remón.
Mariano García Remón, né le 30 septembre 1950 à Madrid, est un footballeur espagnol. Il jouait au poste de gardien de but.

## Biographie
Né à Madrid, Remón finit sa formation au Real Madrid, avant de partir jouer en prêt sous les maillots de Talavera et du Real Oviedo.
Lors du quart de finale aller de la Coupe des clubs champions européens 1972-1973 face au Dynamo Kiev, il gagne le surnom d'El gato de Odesa (le chat d'Odessa)[réf. nécessaire].
Il dispute 177 matchs en première division avec le Real Madrid et 24 matchs en deuxième division avec le Real Oviedo. Il dispute également 20 matchs en Coupe d'Europe des clubs champions avec le club madrilène.
International espagnol, il reçoit 2 sélections en 1973 : contre les Pays-Bas et la Turquie.
Reconverti entraîneur, il n'est resté que 101 jours à la tête du Real Madrid (un record sous l'ère Florentino Pérez).

## Carrière

### En tant que joueur
- 1970-1986 :  Real Madrid
- 1970 :  Talavera CF (prêt)
- 1970-1971 :  Real Oviedo (prêt)

### En tant qu'entraîneur
- 1991-1993 :  Real Madrid B
- 1993-1995 :  Sporting Gijón
- 1996-1997 :  Albacete Balompié
- 1997-1998 :  UD Las Palmas
- 1999-2000 :  UD Salamanca
- 2000-2001 :  CD Numancia
- 2002 :  Córdoba CF
- 2004 :  Real Madrid
- 2007 :  Cádiz CF

## Palmarès
Avec le Real Madrid :
- Champion d'Espagne en 1972, 1975, 1976, 1978, 1979 et 1980
- Vainqueur de la Coupe d'Espagne en 1974, 1975, 1980 et 1982